# Anna Kuchar
Anna Kuchar ist eine österreichische Gerechte unter den Völkern.
Im Mai 1942 erfuhr die Jüdin Rosalia Wasserstein (verheiratete Ista) von der Verhaftung ihrer Mutter durch die SS und der ihr selbst bevorstehenden Deportation. Hilfesuchend wandte sich an ihre Bekannte Franziska Cechal. Diese versteckte Wasserstein bei sich in der Wohnung in Wien. Um die Gefahr einer Entdeckung durch die häufigen Razzien der SS oder durch Denunziation seitens der Nachbarn zu verringern wechselte Wasserstein häufiger das Versteck, unter anderem lebte sie in den Wohnungen von Anna Kuchar und Maria Böhm. Die drei Frauen versorgten sie zudem mit Essen und Kleidung. Da Wasserstein keine Lebensmittelkarte besaß teilte u. a. Kuchar, deren Mann Arbeiter war und die zudem noch zwei Kinder zu versorgen hatte, ihre wenigen Vorräte mit Wasserstein. Durch die uneigennützige Hilfe der drei Frauen konnte Rosalia Istas der Verhaftung und Verschickung nach Polen entgehen.